# Сезон ФК «Карпати» (Львів) 1996—1997
| «Карпати» (Львів) у сезоні 1996—1997 | «Карпати» (Львів) у сезоні 1996—1997         |
| ------------------------------------ | -------------------------------------------- |
| Ліга                                 | Вища ліга                                    |
| Місце в лізі                         | 5-е                                          |
| Раунд у Кубку                        | 1/4 фіналу                                   |
| Головний тренер                      | Мирон Маркевич                               |
| Тренери                              |                                              |
| Президент                            | Остап Семків                                 |
| Стадіон                              | «Україна» (Львів)                            |
| Капітан                              |                                              |
| Найбільше матчів у лізі              | Вадим Колесник, Олександр Чижевський — по 29 |
| Найкращий бомбардир у лізі           | Вадим Колесник — 8                           |

Сезон «Карпат» (Львів) 1996—1997 — двадцять дев'ятий сезон «Карпат» (Львів). У вищій лізі чемпіонату України команда посіла 5-е місце серед 16 команд. У Кубку України дійшла до 1/4 фіналу.

## Чемпіонат
| Місце | Клуб                             | «Карпати» — клуб | «Карпати» — клуб | І  | В  | Н  | П  | М     | О  |
| Місце | Клуб                             | удома            | у гостях         | І  | В  | Н  | П  | М     | О  |
| ----- | -------------------------------- | ---------------- | ---------------- | -- | -- | -- | -- | ----- | -- |
|       | «Динамо» (Київ)                  | 0:2              | 0:2              | 30 | 23 | 4  | 3  | 69-20 | 73 |
|       | «Шахтар» (Донецьк)               | 1:0              | 0:0              | 30 | 19 | 5  | 6  | 72-28 | 62 |
|       | «Ворскла» (Полтава)              | 2:0              | 0:0              | 30 | 17 | 7  | 6  | 50-26 | 58 |
| 4     | «Дніпро» (Дніпропетровськ)       | 0:0              | 0:0              | 30 | 14 | 13 | 3  | 48-19 | 55 |
| 5     | «Карпати» (Львів)                |                  |                  | 30 | 15 | 7  | 8  | 36-23 | 52 |
| 6     | «Таврія» (Сімферополь)           | 1:1              | 1:3              | 30 | 13 | 5  | 12 | 36-46 | 44 |
| 7     | «Чорноморець» (Одеса)            | 1:0              | 0:0              | 30 | 12 | 6  | 12 | 36-31 | 42 |
| 8     | «Металург» (Запоріжжя)           | 1:0              | 0:2              | 30 | 12 | 5  | 13 | 48-44 | 41 |
| 9     | «Нива» (Тернопіль)               | 3:1              | 1:1              | 30 | 11 | 6  | 13 | 34-37 | 39 |
| 10    | «Зірка-НІБАС» (Кіровоград)       | 2:0              | 0:2              | 30 | 11 | 3  | 16 | 31-55 | 36 |
| 11    | ЦСКА (Київ)                      | 1:2              | 1:0              | 30 | 9  | 8  | 13 | 33-35 | 35 |
| 12    | «Кривбас» (Кривий Ріг)           | 5:1              | 2:1              | 30 | 9  | 6  | 15 | 24-48 | 33 |
| 13    | «Прикарпаття» (Івано-Франківськ) | 3:1              | 2:1              | 30 | 8  | 7  | 15 | 33-49 | 31 |
| 14    | «Торпедо» (Запоріжжя)            | 2:0              | 0:1              | 30 | 8  | 5  | 17 | 25-56 | 29 |
| 15    | «Кремінь» (Кременчук)            | 4:0              | 1:0              | 30 | 7  | 3  | 20 | 28-57 | 24 |
| 16    | «Нива» (Вінниця)                 | 1:2              | 1:0              | 30 | 4  | 6  | 20 | 19-48 | 18 |

### Статистика гравців
У чемпіонаті за клуб виступали 26 гравців:
| Футболіст                        | Дата народження   | Ігри     | Голи     |          |          |
| Воротарі                         | Воротарі          | Воротарі | Воротарі | Воротарі | Воротарі |
| -------------------------------- | ----------------- | -------- | -------- | -------- | -------- |
| Расулов Ельхан Афсар-огли        | 25 березня 1960   | 15       | 15п      |          |          |
| Стронціцький Богдан Едуардович   | 13 січня 1968     | 15       | 8п       |          |          |
| Захисники                        |                   |          |          |          |          |
| Беньо Юрій Володимирович         | 25 квітня 1974    | 20       | 0        |          |          |
| Євтушок Олександр Васильович     | 11 жовтня 1970    | 9        | 0        |          |          |
| Купцов Андрій Сергійович         | 23 січня 1971     | 9        | 0        |          |          |
| Мокрицький Юрій Ярославович      | 16 жовтня 1970    | 15       | 0        |          |          |
| Панчишин Іван Миколайович        | 15 червня 1961    | 3        | 0        |          |          |
| Танасюк Сергій Анатолійович      | 12 листопада 1968 | 21       | 0        |          |          |
| Тимчишин Олег Миронович          | 8 липня 1977      | 6        | 0        |          |          |
| Чижевський Олександр Арсенійович | 27 травня 1971    | 29       | 0        |          |          |
| Півзахисники                     |                   |          |          |          |          |
| Вовчук Любомир Євгенович         | 26 серпня 1969    | 28       | 2        |          |          |
| Гнатів Роман Михайлович          | 1 листопада 1973  | 11       | 1        |          |          |
| Дуднік Юрій Володимирович        | 26 вересня 1968   | 28       | 6        |          |          |
| Зуб Роман Іванович               | 16 лютого 1967    | 19       | 2        |          |          |
| Микитін Володимир Богданович     | 28 квітня 1970    | 10       | 1        |          |          |
| Назаров Євгеній Миколайович      | 23 січня 1972     | 28       | 4        |          |          |
| Петрик Анатолій Степанович       | 7 грудня 1963     | 21       | 0        |          |          |
| Сапуга Андрій Михайлович         | 4 жовтня 1976     | 21       | 2        |          |          |
| Толочко Роман Любомирович        | 11 грудня 1968    | 5        | 0        |          |          |
| Топчієв Дмитро Миколайович       | 25 вересня 1966   | 3        | 0        |          |          |
| Шулятицький Андрій Тарасович     | 8 червня 1969     | 1        | 0        |          |          |
| Нападники                        |                   |          |          |          |          |
| Єфіменко Вячеслав Миколайович    | 3 серпня 1974     | 14       | 1        |          |          |
| Колесник Вадим Леонідович        | 12 березня 1967   | 29       | 8        |          |          |
| Маковей Ігор Юрійович            | 4 вересня 1976    | 24       | 2        |          |          |
| Паляниця Олександр Віталійович   | 29 лютого 1972    | 2        | 0        |          |          |
| Покладок Андрій Ярославович      | 21 червня 1971    | 25       | 7        |          |          |

## Кубок України
| Етап | Дата              | Господар               | Рахунок | Гість                  |
| ---- | ----------------- | ---------------------- | ------- | ---------------------- |
| 1/16 | 9 жовтня 1996     | «Буковина» (Чернівці)  | 1:2 дч  | «Карпати» (Львів)      |
| 1/8  | 17 жовтня 1996    | «Карпати» (Львів)      | 1:0     | «Волинь» (Луцьк)       |
| 1/4  | 30 жовтня 1996    | «Карпати» (Львів)      | 1:1     | «Металург» (Запоріжжя) |
| 1/4  | 13 листопада 1996 | «Металург» (Запоріжжя) | 3:0     | «Карпати» (Львів)      |